# Алексеенко, Михаил Фёдорович
Михаил Фёдорович Алексеенко (1905 — 1983) — изобретатель, учёный в области конструкционных и нержавеющих жаропрочных сталей и сплавов, термической и химико-термической обработки сталей и сплавов. Доктор технических наук, профессор.

## Биография
Окончил Киевский политехнический институт (1931), с 1932 по 1983 год работал во Всероссийском научно-исследовательском институте авиационных материалов (ВИАМ), где прошел путь от инженера до начальника лаборатории.
Под его руководством разработано более 15 марок жаропрочных сталей, многие из которых (ЭП479, ЭИ736, ЭИ961, ЭИ962, ЭП866 и др.) до настоящего времени находят применение в конструкциях газотурбинных двигателей и агрегатах практически всех отечественных самолетов.
Автор более 130 научных трудов и изобретений, а также монографий по жаропрочным сталям.

## Награды и премии
- Государственная премия СССР (1974)
- Орден Октябрьской Революции
- Орден Трудового Красного Знамени
- Орден Красной Звезды